# Bleiken TG
| TG ist das Kürzel für den Kanton Thurgau in der Schweiz. Es wird verwendet, um Verwechslungen mit anderen Einträgen des Namens Bleiken zu vermeiden. |

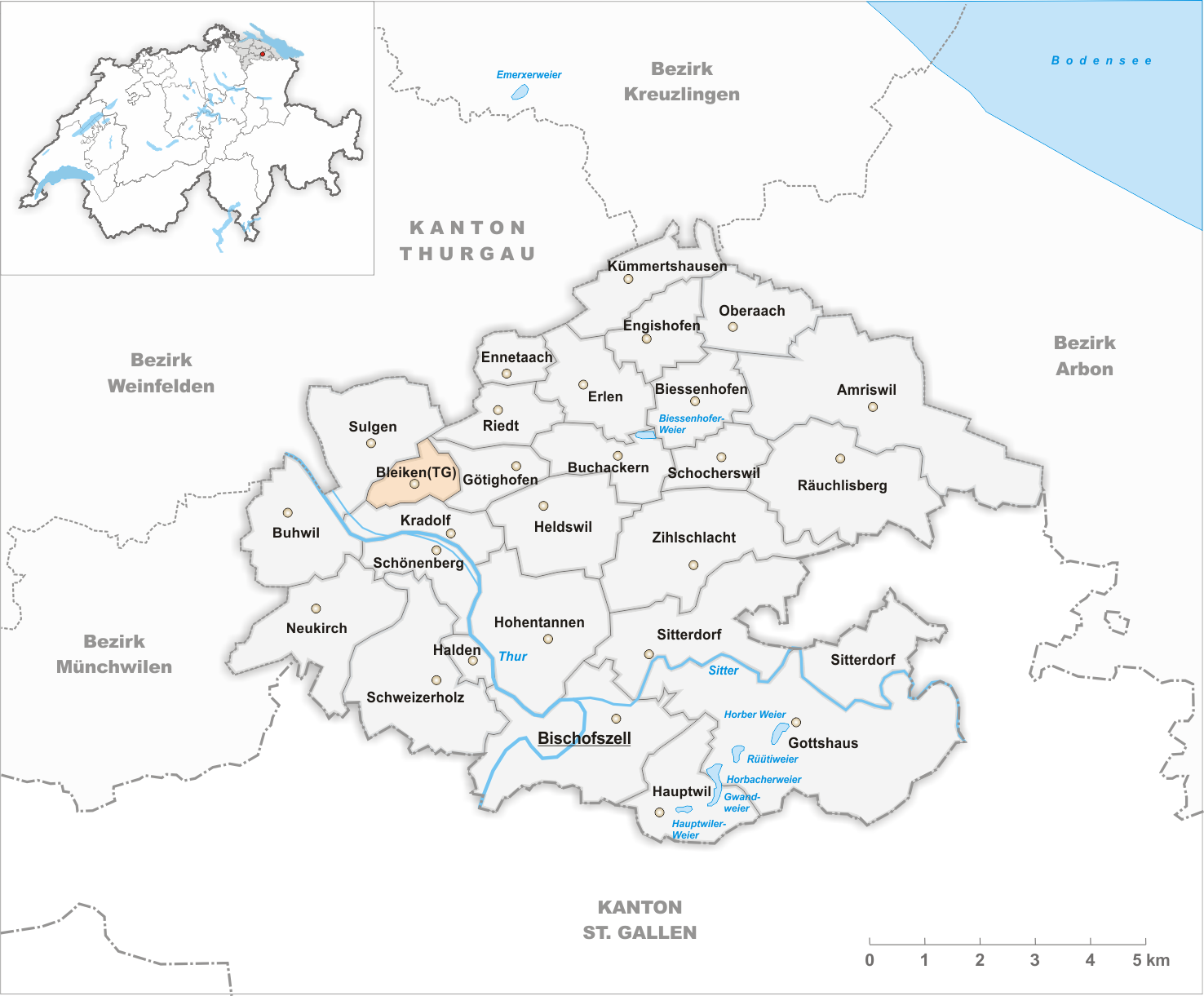
Gemeindestand vor der Fusion im Jahr 1964

Bleiken ist eine Siedlung in der Gemeinde Sulgen im Bezirk Weinfelden des Schweizer Kantons Thurgau. Von 1812 bis 1963 bildete Bleiken eine Ortsgemeinde der ehemaligen Munizipalgemeinde Sulgen.

## Geographie
Das Bauerndörfchen Bleiken befindet sich abseits der Verkehrswege oberhalb der Landstrasse und der Bahnstrecke Sulgen–Gossau. Der ebenfalls zur früheren Ortsgemeinde gehörende Weiler Befang liegt hingegen direkt an der Hauptstrasse zwischen Sulgen und Kradolf.

## Geschichte
Bleiken wurde 869 erstmals unter dem Namen Pleichun erwähnt. Wichtigste Lehensherren waren ab dem 13. Jahrhundert die Abtei St. Gallen, das Chorherrenstift St. Pelagius in Bischofszell, das Hohe Haus der Bruderschaft der Münsterkapläne in Konstanz und das Gotteshaus Wil. Bleiken gehörte 1293 zur Herrschaft Bürglen. Später bildete es mit dem sogenannten Helmsdorf’schen Teil von Buhwil und kleineren Ortschaften das Niedergericht Bleiken, das 1608 von Hans Heinrich von Helmsdorf an Junker Lorenz Kunkler von St. Gallen gelangte und 1647 an die Stadt St. Gallen und damit wieder an die Herrschaft Bürglen, wo es bis 1798 verblieb. Der Einzelhof Befang gehörte zum Niedergericht Oetlishausen.
Bleiken war stets nach Sulgen pfarrgenössig. Von der Reformation bis 1799 war ausschliesslich die reformierte Konfession vertreten.
Es wurden Kornbau in drei Zelgen und Rebbau sowie im 18. Jahrhundert vereinzelte Einschläge betrieben. Im 19. Jahrhundert kennzeichneten der Übergang zur Vieh- und Milchwirtschaft und zum Obstbau die landwirtschaftliche Struktur und Entwicklung. Nach der Eröffnung der Bahnlinie Sulgen–Gossau 1876 wuchs der Befang durch den Bau von Stickereibetrieben bis 1910 stark an.
Am 1. Januar 1964 wurde die vormals selbständige Ortsgemeinde in die Ortsgemeinde Sulgen integriert.

## Bevölkerung
| Bevölkerungsentwicklung der Ortsgemeinde | Bevölkerungsentwicklung der Ortsgemeinde | Bevölkerungsentwicklung der Ortsgemeinde | Bevölkerungsentwicklung der Ortsgemeinde | Bevölkerungsentwicklung der Ortsgemeinde | Bevölkerungsentwicklung der Ortsgemeinde | Bevölkerungsentwicklung der Ortsgemeinde | Bevölkerungsentwicklung der Ortsgemeinde | Bevölkerungsentwicklung der Ortsgemeinde |
| ---------------------------------------- | ---------------------------------------- | ---------------------------------------- | ---------------------------------------- | ---------------------------------------- | ---------------------------------------- | ---------------------------------------- | ---------------------------------------- | ---------------------------------------- |
| Jahr                                     | 1634                                     | 1640                                     | 1670                                     | 1799                                     | 1870                                     | 1900                                     | 1910                                     | 1960                                     |
| Einwohner                                | 41                                       | 22                                       | 95                                       | 62                                       | 71                                       | 112                                      | 204                                      | 342                                      |

Die Siedlung Bleiken zählte im Jahr 2018 41 Einwohner.